# Ćunski
Ćunski (do roku 1981 Čunski, italsky Chiusi Lussignano) je vesnice a přímořské letovisko v Chorvatsku v Přímořsko-gorskokotarské župě. Nachází se na ostrově Lošinj a je součástí opčiny města Mali Lošinj. V roce 2011 zde žilo celkem 165 obyvatel.
Samotná vesnice se nachází ve vnitrozemí, u moře je však její část Artatore a několik pláží, jako je Artatore, Venerica, Ružmarinka, Poljana, Studenčić, Liski, Bijela, Liska Slatina, Zabodarski a Egerija. Ve vesnici se nachází letiště Mali Lošinj.
Sousedními sídly jsou Sveti Jakov a město Mali Lošinj.